# 조선의 종교
이 문서는 조선시대의 종교와 신앙에 대해 설명한 글이다.

## 불교
조선시대의 대표적인 종교로서 역시 불교를 들 수 있다. 조선에서는 처음부터 불교를 배격하고 유교를 숭상하였으나 오랜 기간에 걸쳐 번성하였던 불교 중심의 문화가 일시에 거세될 수는 없었다. 그러나 고려 이래로 불교의 폐단이 많았음은 사실이어서, 태조 때부터 이에 대한 개혁에 착수하였다. 태종은 시종일관 불교 탄압정책을 써서 태조 때 제정한 도첩제(度牒制)를 더욱 엄하게 하고 전국의 사원(寺院)을 정비하여 242개만을 남기고, 나머지는 모두 없애버리는 동시에 거기에 딸려 있던 토지와 노비는 모두 국가에서 몰수하였다. 고려 이후 전해오던 국사(國師)·왕사(王師)의 제도를 폐하는 등의 조처를 취하여 불교는 큰 타격을 받았다. 뒤이어 세종도 처음에는 억불(抑佛)정책을 썼는데, 특히 불교의 7종파를 교(敎)·선(禪) 양종(兩宗)으로 통합하는 한편 전국에서 교종·선종에 각각 18본산(本山), 도합 36본산만을 인정하였으며, 서울 안에 있던 흥천사(興天寺)의 흥덕사(興德寺)를 각각 선종과 교종의 대본산(大本山)으로 삼았다.
그러나 이런 가운데서도 태조의 왕사 무학(無學)을 비롯하여 많은 명승(名僧)들이 배출되었다. 세종은 만년(晩年)에 불교를 믿게 되었으며 소헌왕후(昭憲王后)가 죽은 뒤에는 경북궁 안에 내불당(內佛堂)을 짓기까지 하였다. 당시 조정에서는 유신(儒臣)들이 척불(斥佛)의 소리를 높였으나 왕실에서는 불교를 독실하게 믿었으며, 훈민정음이 반포된 뒤에는 불경의 언해(諺解)가 시작되었다. 세조는 불교를 독실하게 믿어 처음부터 사원 및 승려의 보호에 힘썼으며, 또 간경도감(刊經都監)을 설치하여 각종의 불경을 한국어로 번역해 내는 등, 조선시대 불교의 전성기를 이루었다.
그러나 성종이 즉위하여서는 이내 억불정책을 써서 도첩(度牒)을 발급(發給)하지 않고 승려들의 환속(還俗)을 장려한 일도 있었다. 연산군 때에는 더욱 심하여, 교선 양종의 대본산인 흥천사·흥덕사의 철폐와 동시에 승과(僧科)·법계(法階) 등 불교에 관한 관제가 일체 없어짐으로써 국가와의 관계가 단절된 사적(私的)인 단체로서 남게 되었다. 이렇게 되자 교선 양종의 존재 의의도 없어지고 따라서 종파(宗派)도 제대로 구분될 수 없었다. 명종 때에 문정대비(文定大妃)가 섭정(攝政)을 하면서 보우(普雨)라는 중을 등용하고 양종을 부흥하며 승과와 도첩제를 다시 실시하여 한때 교세(敎勢)가 크게 확장되었으나 문정대비가 죽자, 곧 양종·승과·도첩제는 모두 폐지되고 보우는 장살(杖殺)되매 불교는 다시 쇠퇴하였다. 그러다가 선조 때 임진왜란을 당하여 휴정(休廷)·유정(惟靜)·영규(靈圭)·처영(處英) 등이 승병(僧兵)을 이끌고 나라를 위해 일본군과 싸움으로써 그에 대한 보답으로 교세를 만회할 기회를 얻었다.
한편 휴정은 교선 양종은 조계종(曹溪宗)의 단일종(單一宗)으로 만들었으며 그의 문하에서 유정·언기(彦機)·태능(太能) 등의 고제(高弟)를 비롯하여 우수한 승려들이 많이 나와서 제각기 훌륭한 업적을 남겼다. 불교가 배척되던 조선사회에서는 승려들도 천인(賤人)과 같은 대우를 받았으나, 일반 백성 중에는 국가 정책과 별 관계없이 여전히 불교를 신봉하는 사람이 많았다.

## 도교
한편 고려 후기부터 국가적인 보호를 받아 관제(官制)에까지 편입된 도교(道敎)에 대한 신앙은 조선에도 계승되어 소격서(昭格署)를 두고 치제(致祭)하게 하였으나, 중종 때 조광조 등이 소격서를 폐지한 적도 있었다. 조광조가 죽은 뒤 이 관청은 다시 설치되었다가 임진왜란을 겪으면서 다시 폐지되고 말았으나, 민간에서는 여전히 도교 계통의 신앙이 전해졌으며, 또 임진왜란 때 조선에 나왔던 명나라 군대가 관왕숭배(關王崇拜) 신앙을 들여와서 경향 각지에 관왕묘(關王廟)가 설치되기도 하였다.
성리학의 발달에 따라 이단으로 취급되면서 도교(道敎)는 크게 위축되었고, 그에 따라 도교는 신앙보다는 “도학”이라는 학문으로서 연구되었다. 그러나 잇단 사화와 당쟁을 겪으면서 향촌에 은거한 지식인들 사이에서는 심신의 연마를 위한 수련 도교 가 널리 유행하기 시작하였다.
임진왜란 직후의 시기에는 전 세계적인 기온 강하로 기근과 질병이 계속되면서 질병 치료의 수단으로서도 수련 도교에 대한 관심이 높아졌다. 이에 따라 수련 도교 혹은 신선사상을 이론적으로 정리하려는 움직임이 나타났는데, 선조 때부터 광해군 때까지 정렴(鄭磏)의 《용호비결(龍虎秘訣)》, 한무외(韓武畏)의 《해동전도록(海東傳道錄)》, 곽재우의 《양심요결(養心要訣)》, 광해군 때부터 인조 때까지 권극중(權克中)의 《참동계주해(參同契註解)》 등이 그런 것들이다. 특히 권극중은 도교를 유교나 불교보다도 철학적으로 윗자리에 놓으려는 이론을 구성하여 주목을 끌었고, 한무외는 한국 도교의 기원이 신라에서 시작된 것으로 체계화하였다.
수련 도교가 유행함에 따라 성리학자들 중에서도 도교에 관심을 가진 사람이 많이 나타났는데, 17세기 전반의 한백겸·이수광·허균·이식·장유·유몽인·정두경(鄭斗卿)·허목·유형원, 그리고 17세기 말의 홍만종(洪萬宗)이 대표적 인물이다.
특히 이수광은 《지봉유설》에서 한국 선도(仙道)와 방술(方術)의 유래를 소개하였고, 유몽인은 《어우야담(於于野談)》에서, 허균은 《사부고(四部稿)》에서 선도(仙道)와 관련된 인물의 행적을 소개하였다.
이를 계승하여 허목은 《청사열전(淸士列傳)》을 쓰고, 홍만종은 《해동이적(海東異蹟)》(1666년)을 저술하여 단군에서 곽재우에 이르는 40여 명의 단학인(丹學人)들을 소개하였다. 특히 홍만종은 한국 산수의 아름다움 때문에 수련 도교가 자연 발생하였다고 보고 그 시초를 단군에서 찾음으로써 수련 도교의 민족적 특성을 강조하였다.
18세기에는 황윤석(黃胤錫)이 《해동이적》을 증보하여 《증보 해동이적》을 편찬하였다. 한편, 수련 도교에서 한 걸음 더 나아가 도교의 사상적 뿌리인 노·장(老莊)에 대한 관심도 높아졌다. 17세기 말 박세당(朴世堂)의 《신주도덕경(新註道德經)》, 18세기 서명응(徐命膺)의 《도덕지귀론(道德指歸論)》, 그리고 홍석주(洪奭周)의 《정로(訂老)》 등이 그것이다.

## 천주교
천주교는 임진왜란을 계기로 단편적으로 소개되다가 정조 때 이승훈(李承薰)이 중국 북경에서 세례(洗禮)를 받고 돌아와 전도함으로써 널리 전파되긴 하였으나, 한편으로는 유교의 윤리·도덕과는 맞지 않은 점이 많아서 순조·고종에 걸쳐 여러 번 박해를 당하였다.
그러다가 1886년 프랑스와의 통상 수교 이후, 국가로부터 공인되어 이와 관련된 사업이 활발히 추진됨으로써 신자의 수가 더욱 증가되는 동시에 서양의 기술을 도입하여 당시 여러기관들의 체제와 시설들을 보완하며 사회발전에 큰 공헌을 하였다.

## 동학
철종 때에는 이 천주교에 대립하여 최제우(崔濟遇)가 종래의 천신사상(天神思想)에다가 유(儒)·불(佛)·선(仙) 등의 삼교(三敎)와 풍수사상을 응용하여 동학(東學)을 개창(開倉)한 뒤에 이 역시 심한 박해를 받았으나 점차 민간에 전파되어 하나의 큰 세력을 형성하였으며, 고종 때에는 동학혁명까지 일으키게 되었다. 뒤에 동학은 천도교(天道敎), 시천교(侍天敎)에서 상제교(上帝敎), 천진교(天眞敎)가 갈렸고, 청림교(靑林敎), 제우교(濟遇敎) 등으로 갈렸으며 이  밖에도 동학 계통의 유사 종교가 속출하여 농촌 사회에 널리 유포되었다.

## 이슬람교
국가 행사에 외교 인사를 부르는 것처럼 조선 세종도 신년하례, 세자 책봉 등 중요 행사에 회회인(무슬림)을 초청했다. 그런데 1427년 세종 9년에 세종은 무슬림들이 복장을 한국 복장으로 바꾸도록 《외래습속금령》을 내린다.

## 기타
이 밖에 옛날부터 민간신앙이던 샤머니즘과 고려 이래의 풍수설(風水說), 《정감록(鄭鑑錄)》 등의 참위사상(讖緯思想)이 민간에 깊이 뿌리를 박고 있었다.

## 같이 보기
- 조선
- 유교
- 조선의 문화

## 참고 문헌
- 《글로벌 세계대백과사전》,  〈조선 왕조의 경제·사회적 구조〉
- 《글로벌 세계대백과사전》,  〈양반관료의 문화〉
- 《글로벌 세계대백과사전》,  〈양반문화의 융성〉
- 《글로벌 세계대백과사전》,  〈실학의 융성〉
- 《글로벌 세계대백과사전》,  〈서민예술〉